# Lipocosmodes
Lipocosmodes é um gênero de mariposa pertencente à família Crambidae.